# Chan Yuen-ting
Chan Yuen-ting (陳婉婷, 7 de octubre de 1988) es una futbolista y entrenadora hongkonesa del club Eastern AA de la Liga Premier de Hong Kong. Es la primera mujer en liderar un equipo de fútbol profesional masculino que ganó una temporada en la mayor liga de una nación.

## Biografía
En diciembre de 2015, Chan fue nombrada entrenadora de Eastern AA en sustitución de Yeung Ching Kwong, siendo la primera mujer de la liga en ese cargo.
Se interesó en el fútbol a través de su admiración a David Beckham durante su adolescencia. Se graduó de la Universidad China de Hong Kong en geografía en 2010, y logró una maestría en ciencias del deporte y gestión de la salud durante su tiempo en Pegasus y Southern.
A pesar del deseo inicial de sus padres de que siguiera una carrera más estable, su primer trabajo después de graduarse de la universidad fue como analista de datos y encargada auxiliar del Hong Kong Pegasus FC. Luego ocupó el mismo puesto en el Southern District FC. También desempeñó funciones de entrenadora en la selección nacional de fútbol de Hong Kong y el equipo de fútbol sala, y jugó en un club no profesional. Durante su tiempo con Pegasus FC, lideró al equipo sub-18, consiguiendo tres trofeos.
Chan llevó al Eastern a ganar la temporada 2015-16 perdiendo solo uno de los quince partidos jugados. El equipo también ganó el Reto Senior de Hong Kong de 2015-16.
En 2016 fue distinguida como una de las 100 mujeres de la BBC.